# Литвинов Борис Олексійович
Литвинов Борис Олексійович (нар. 13 січня 1954 року, Дзержинськ, Сталінська область, УРСР) — проросійський політик, колаборант, діяч т. зв. народної ради терористичного угруповання ДНР з 23 липня по 14 листопада 2014 року.
До обрання був керівником Кіровського районного осередку КПУ в Донецьку, член КПРС з 1979 року.

## Життєпис
Дитинство і юність провів у Горлівці. 1980 року закінчив Донецький музично-педагогічний інститут за спеціальністю «викладач, соліст оркестру». У 1980—1986 роках працював секретарем комітету комсомолу та викладачем.
1987 року закінчив Донецький заочний гірничий технікум за спеціальністю «Підземна розробка вугільних родовищ».
1986—1991 — заступник директора Донецького індустріально-педагогічного технікуму.
1991 року закінчив економічний факультет Донецької філії МДУ за спеціальністю «Менеджмент».
1991—1995 — заступник голови Ради директорів технікумів Донецької області. З 1995 року — директор представництва Братського алюмінієвого заводу на Україні. 2000—2012 — заступник директора з економіки та зовнішніх економічних зв'язків донецької фірми «Лінком». Тричі обирався депутатом Донецької міськради.

## Терористична діяльність
З лютого 2014 року — один з організаторів допомоги російській агресії на Сході України та окупації Донбасу. Автор акту і «декларації незалежності ДНР». З 23 липня по 14 листопада керував «верховною радою» ДНР.
У жовтні 2014 організував і очолив комуністичну партію ДНР. В листопаді 2014 року його партії заборонили брати участь у так званих «виборах» до «народної ради» ДНР. Литвинов з двома іншими «комуністами» вступили в теористичну організацію «донецька республіка», ставши депутатами «народної ради».
6 травня 2016 року — перестав бути «депутатом» «в зв'язку з втратою довіри».
Із серпня 2022 року - член КПРФ

## Санкції
Борис Литвинов продовжує активно підтримувати сепаратистські дії, являє собою порушення територіальної цілісності, суверенітету і єдності України. Борис Литвинов - є підсанкційною особою в багатьох країнах світу.

## Сім'я
Має двох дітей, 6 онуків.

## Погляди
Характеризує себе, як комуніста НЕПівського періоду Леніна і шанувальника китайського досвіду.